# Humboldtia laurifolia
Humboldtia laurifolia é uma espécie vegetal da família Fabaceae.
Pode ser encontrada nos seguintes países: Índia e Sri Lanka.